# فريا تينجلي
فريا تينجلي (بالإنجليزية: Freya Tingley)‏ هي ممثلة أسترالية، ولدت في 26 مارس 1994 ببرث في أستراليا.

## أعمال

### أفلام
- (2014) جيرسي بويز[3][4]

### مسلسلات
- هيملوك غروف

## وصلات خارجية
- فريا تينجلي على موقع IMDb (الإنجليزية)
- فريا تينجلي على موقع تيرنر كلاسيك موفيز (الإنجليزية)
- فريا تينجلي على موقع أول موفي (الإنجليزية)
- فريا تينجلي على موقع قاعدة بيانات الفيلم (الإنجليزية)